# Mašan Vrbica
Mašan Vrbica (in serbo Машан Врбица?; Cettigne, 14 giugno 1994) è un cestista montenegrino.

## Palmarès
- Campionato slovacco: 1

Levice: 2023-2024
- Coppa di Slovacchia: 1

Levice: 2024